# Andregoto Galíndez
Andregoto Galíndez, född 910, död 971, var en grevinna av Aragonien och drottning av Pamplona (Navarra) 934–941, gift med kung Garcia III av Pamplona. Hennes namn är baskiska för ungefär motsvarande "Lady Goto Galíndez".

## Biografi
Andregoto Galíndez var dotter till greve Galindo II Aznárez av Aragonien. Hennes äktenskap arrangerades 919 efter att Navarra hade ockuperat Aragonien, och ägde rum 934.
Andregoto Galíndez brukar benämnas som sin fars tronarvinge och regerande grevinna av Aragonien. Hon var dock inte faderns äldsta dotter. Aragonien blev genom hennes äktenskap Jure uxoris en del av kungadömet Pamplona (Navarra) år 934. Det är oklart exakt hur det gick till och exakt vilken status hon och hennes make hade i denna fråga.
Garcia III av Pamplona lät annullera äktenskapet med hänvisning till att de var släkt, och ingick 941 ett politiskt fördelaktigt äktenskap. Det finns uppgifter som tyder på att hon gifte om sig. Hon behöll titeln drottning och fick staden Lumbier som sin personliga förläning efter skilsmässan, och då hon fick styra Lumbier som sin förläning betecknas hon i dokument som regerande drottning av Lumbier (“regina Endergoto in Lumberri”).